# Emmanuel Mwape
Emmanuel Mwape (ur. 6 stycznia 1950 w Luanshyi – zm. 8 kwietnia 1991 w Chingoli) – zambijski piłkarz grający na pozycji bramkarza.

## Kariera klubowa
Swoją karierę piłkarską Mwape rozpoczął w klubie Roan United, w którym zadebiutował w 1968 roku. Grał w nim do 1977 roku. W sezonie 1977 zdobył z nim Puchar Zambii. W połowie 1977 roku przeszedł do Nkana Red Devils, w którym grał do końca swojej kariery, czyli do 1982 roku. W 1982 roku wywalczył z nim mistrzostwo kraju.

## Kariera reprezentacyjna
W reprezentacji Zambii Mwape zadebiutował w 1968 roku. W 1974 roku został powołany do kadry na Puchar Narodów Afryki 1974. Zagrał w nim w sześciu meczach: grupowych z Wybrzeżem Kości Słoniowej (1:0), z Egiptem (1:3) i z Ugandą (1:0), w półfinałowym z Kongiem (4:2 po dogrywce) oraz dwóch finałowych z Zairem (2:2 po dogrywce oraz 0:2). Z Zambią został wicemistrzem Afryki.
W 1982 roku Mwape powołano do kadry na Puchar Narodów Afryki 1982. Był na nim rezerwowym bramkarzem i nie rozegrał żadnego meczu. Z Zambią zajął 3. miejsce w tym turnieju. W kadrze narodowej grał do 1982 roku.